# Кузнєцови (родина)
Кузнєцови (рос. Кузнєцови) — рід купців та фабрикантів Російської імперії, які спеціалізувалися на порцеляновому та фаянсовому виробництві у XIX—XX ст. Родина була старообрядницькою.
Підприємства Кузнєцових (вже як державні) існували за часів СРСР, та у країнах, які з'явилися на його руїнах. В Україні серед таких підприємств були Будянський фаянсовий та Слов'янський порцеляновий заводи.

## Історія роду

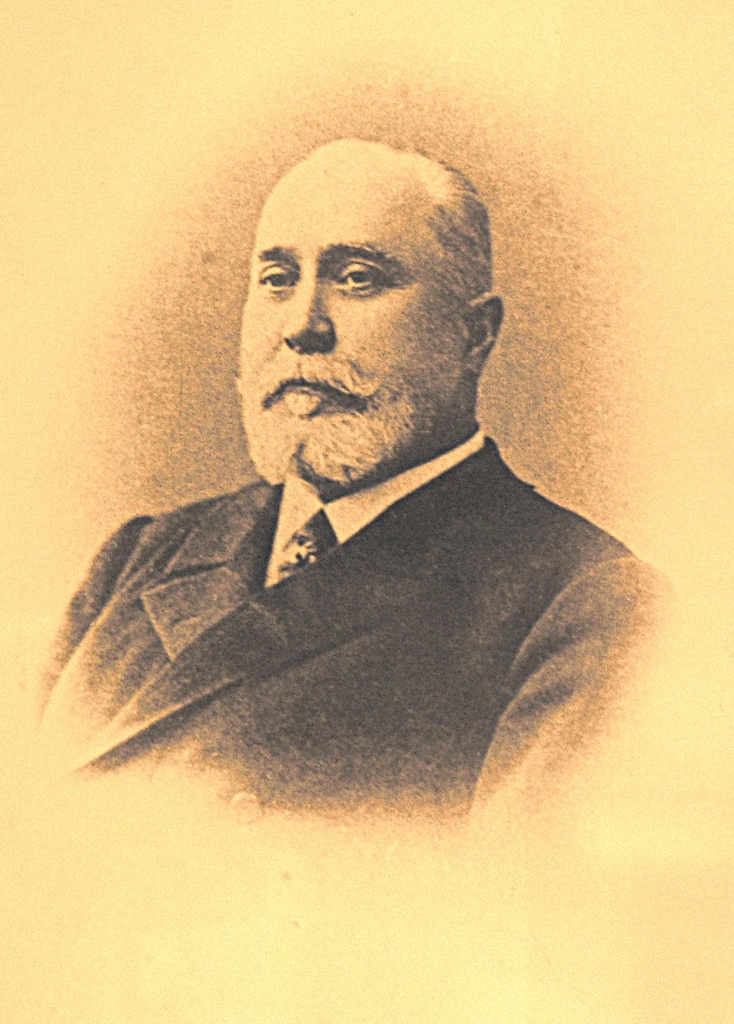
Кузнєцов Матвій Сидорович (1911 рік)

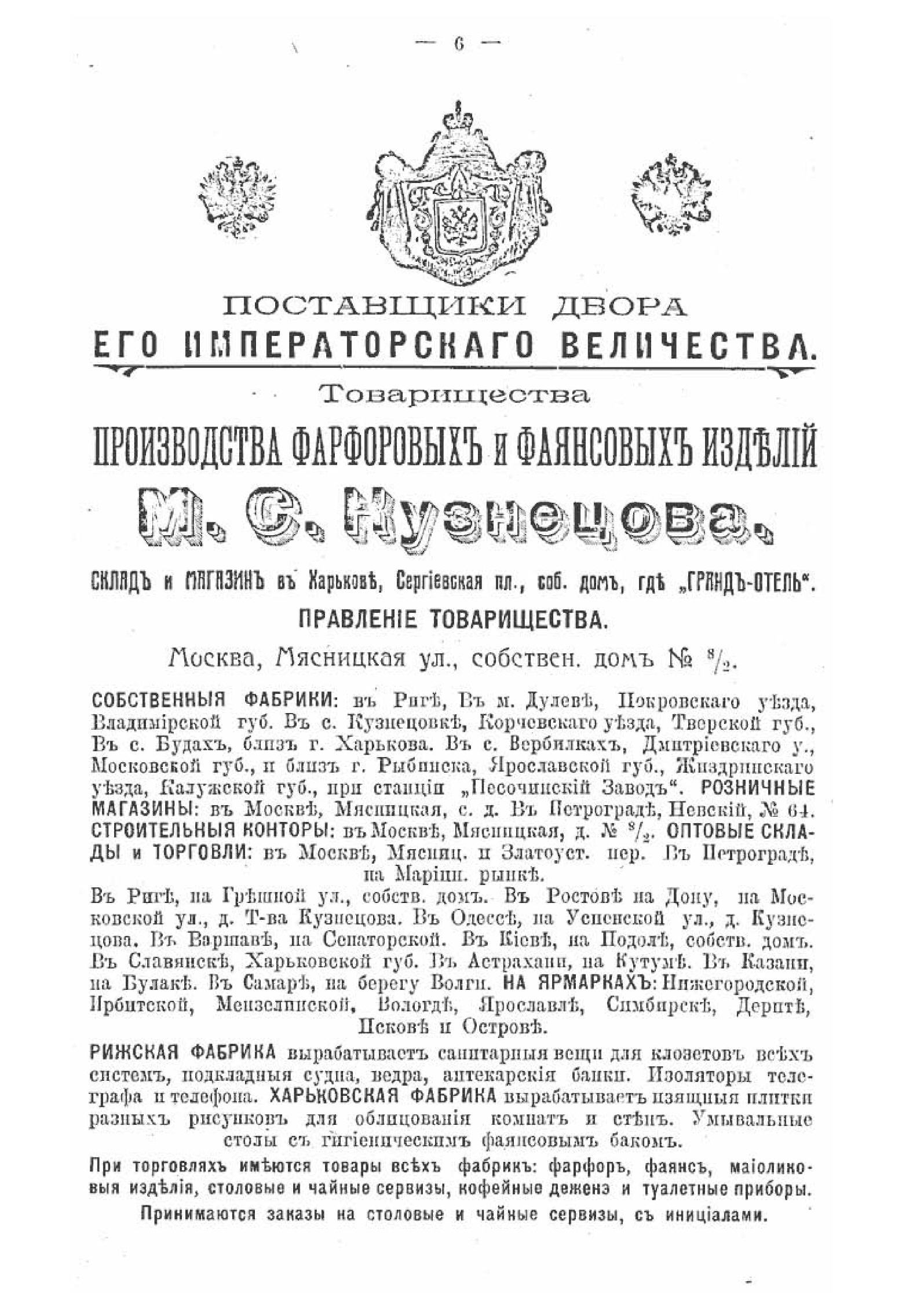
Реклама Товариства Кузнєцова М. С. (1917 рік)

Засновником роду майбутніх «порцелянових королів» був Яків Васильович Кузнєцов (1761—1816/23) який походив з кріпацької родини старообрядців попівців.
У 1810 році викупив себе у поміщика і почав власну справу, відкрив невеликий завод по виробництву порцелянових виробів. Яків Васильович залучив до справи своїх двох синів: Терентія та Онисима.
У 1832 році Терентій Якович Кузнєцов відкриває завод у Дульово Володимирської губернії, в майбутньому Дульовський порцеляновий завод.
У 1840—1850 роках Терентій Якович купує завод, який раніше належав Сафронову, в селі Коротково. Приблизно в цей час Сидір Кузнєцов будує поблизу Риги, Ліфляндської губернії, новий завод. У 1853 році відбувся поділ майна між спадкоємцями Терентія і Онисима Яковичів: сини Терентія Яковича, Сидір і Омелян взяли заводи в Дульово і Ризі. Справи у синів Онисима Яковича, Миколи і Адріана, розвивалися не так успішно, як у Терентійовичів, особливо у Сидора (1806-1864), який зумів розвинути справу своїх батька і діда.
У 1846 році у родині Сидора Терентійовича народжується син Матвій. Матвій Сидорович був єдиним сином у родині. Після смерті батька у 1864 році Матвій Сидорович став керувати батьківськими справами, але під опікою трьох зятів (чоловіків його двох старших сестер і однієї молодшої сестри) — М. В. Анісімова, А. Я. Щепетильникова і С. В. Балашова — до свого повноліття. З 1867 року Матвій Сидорович став повновладним власником батьківського спадку.
У 1867 році Матвій Сидорович засновує фаянсову фабрику в селі Байрак Харківської губернії.
У 1870 році М. С. Кузнєцов придбав порцеляновий завод Ауербаха (пізніше Тверська фабрика чи Конаковський фаянсовий завод).
У 1886 році фаянсову фабрику в с. Байрак (Харківська губернія) було перенесено з села Байрак до села Буди. У 1887 році почала роботу «Ново-Харківська фабрика М. С. Кузнєцова в селі Буди» (пізніше Будянський фаянсовий завод). Вона стала четвертою, яка увійшла до порцелянової імперії Кузнєцових.
У 1891 році М. С. Кузнєцов придбав порцеляновий завод Ф. Я. Гарднера у Вербілках, заснований в 1766 році (сучасний «Фарфор Вербілок»). Це підприємство, засноване у 1766 році, мало довгу історію і коло постійних клієнтів, отож Матвій Сидорович зберіг торгову марку, включивши завод до своєї імперії.
У 1889 році було засноване «Товариство порцелянових і фаянсових виробів М. С. Кузнєцова».
З 1902 року М. С. Кузнєцов — «Постачальник Двору Його Імператорської Величності».
Після Жовтневого заколоту 1917 року) майже всі підприємства Кузнєцових, крім фабрики у Ризі (яка стала столицею нової Латвійської республіки), були націоналізовані. Більшість представників родини до 1921 року оселяються у Латвії. У цей період було створено латвійське «Товариство М. С. Кузнєцова». Представники родини, які зосталися у Радянській Росії, були репресовані та попадають до таборів. Миколу Миколайовича засуджують на 15 років. Георгія Матвійовича та його племінника Миколу Олександровича у 20-х роках було засуджено як латвійських шпигунів та вислано до Тобольська. До Миколи Олександровича приїздить дружина Софія Олександрівна. У 1925 році Миколі Олександровичу з родиною було дозволено виїхати до Латвії.
У 1940 році СРСР окупує Латвію, після цього на родину посипалися нові неприємності. Підприємство в Ризі було націоналізовано, а самі представники родини привернули увагу радянських органів держбезпеки. Георгій Матвійович з Миколою Олександровичем були вислані до табору в Солікамську. Дружина Георгія Матвійовича, Марія Іванівна, 13 років прожила у спецпоселенні у Томській області, де й померла у 1954 році. Родина не мала дітей. У 1943 році Миколі Олександровичу дозволили переїхати до Нарима, куди пізніше переїхала його родина, Софія Олександрівна та діти Марина і Кирило. Тільки на початку 80-х років Софії Олександрівні з донькою Мариною Олександрівною та внуком Вадимом дозволили повернутися до Риги. Її син Кирило Олександрович залишився у мешкати у Москві.
Під час Другої світової війни більшість Кузнєцових виїхали з Латвії на Захід.

## Представники родини
- Яків Васильович (1) (1761—1816/23) — засновник роду. Почав працювати у порцеляновій індустрії. Засновник першого заводу з майбутньої «порцелянової імперії Кузєцових». Мав двох синів Терентія та Онисима.
  - Терентій Якович (2) (1781—1848)
    - Сидір Терентійович (3) (1806-1864)
      - Матвій Сидорович (4) (1846—1911)
        - Клавдія Матвіївна (5) (1867—1936)
        - Микола Матвійович (5) (1868—1938)
          - Микола Миколайович (6) — у 1920 році був засуджений ВЧК на 15 років

        - Сергій Матвійович (5) (1869—1945)
        - Олександр Матвійович (5) (1870—1937)
          - Микола Олександрович (6) (помер 1.12.1943) — у 20-х роках репресовано. Вислано до Тобольську як «латвійського шпигуна». У 1925 році виїхав з дружиною до Риги. Пізніше був знову засланий. Одружений з Софією Олександрівною.
            - Марина Олександрівна (7)
            - Кирило Олександрович (7)
            - Наталія Тримайлова — донька Софії Олександрівни від першого шлюбу.

        - Костянтин Матвійович (5) (1873—1874)
        - Георгій Матвійович (5) (1875—1941) — репресовано. Родина дітей не мала.
        - Іван Матвійович (5) (1874—1898)
        - Павло Матвійович (5) (1877—1902)
        - Михайло Матвійович (5) (1880—1938)
        - Ганна Матвіївна (5) (1882—1964)

    - Омелян Терентійович (3)

  - Онисим Якович (2) (1786—1850)
    - Микола Онисимович (3)
    - Адріан Онисимович (3)